# En stemme for livet
En stemme for livet er en dansk dokumentarfilm fra 2009 med instruktion og manuskript af Anne Holst Moulvad.

## Handling
På den jyske hede har dirigenten Mads Bille skabt et kor med drenge fra alle sociale kår. Et projekt, der normalt kræver en millionby som grundlag, men en ildsjæl kan også gøre det. Det er en film om ledelse, social arv, fantastiske stemmer og vilje af stål.